# Łódź (tỉnh)
Łódź là một tỉnh của Ba Lan. Tỉnh lỵ là thành phố Łódź. Tỉnh có diện tích 18.219,11 ki-lô-mét vuông, dân số thời điểm giữa năm 2004 là 2.592.568 người.

## Các thành phố thị xã
Tỉnh có thành phố và thị xã. Bản sau đây sắp xếp theo thứ tự dân số giảm dần (số liệu dân số thời điểm năm 2006)